# Nuova Zelanda ai XIV Giochi olimpici invernali
La Nuova Zelanda partecipò ai XIV Giochi olimpici invernali, svoltisi a Sarajevo, Jugoslavia, dall'8 al 19 febbraio 1984, con una delegazione di 6 atleti impegnati in una disciplina.

## Delegazione
| Sport      | Uomini | Donne | Totale |
| ---------- | ------ | ----- | ------ |
| Sci alpino | 4      | 2     | 6      |
| Totale     | 4      | 2     | 6      |

## Sci alpino

### Uomini
| Atleta          | Gara           | 1ª manche | 1ª manche | 2ª manche | 2ª manche | Totale  | Totale    |
| Atleta          | Gara           | Tempo     | Posizione | Tempo     | Posizione | Tempo   | Posizione |
| --------------- | -------------- | --------- | --------- | --------- | --------- | ------- | --------- |
| Markus Hubrich  | Discesa libera |           |           |           |           | 1:50.77 | 20        |
| Bruce Grant     | Discesa libera |           |           |           |           | 1:47.87 | 35        |
| Simon Wi Rutene | Slalom gigante | 1:30.13   | 41        | 1:28.97   | 35        | 2:59.10 | 36        |
| Markus Hubrich  | Slalom gigante | 1:25.81   | 30        | 1:28.98   | 30        | 2:52.79 | 29        |
| Mattias Hubrich | Slalom         | 58.63     | 29        | 55.73     | 20        | 1:54.36 | 17        |
| Markus Hubrich  | Slalom         | 56.75     | 25        | 52.78     | 14        | 1:49.53 | 14        |

### Donne
| Atleta          | Gara           | 1ª manche | 1ª manche | 2ª manche | 2ª manche | Totale  | Totale    |
| Atleta          | Gara           | Tempo     | Posizione | Tempo     | Posizione | Tempo   | Posizione |
| --------------- | -------------- | --------- | --------- | --------- | --------- | ------- | --------- |
| Kate Rattray    | Discesa libera |           |           |           |           | 1:20.18 | 29        |
| Christine Grant | Discesa libera |           |           |           |           | 1:17.52 | 26        |
| Kate Rattray    | Slalom gigante | 1:14.67   | 42        | DNF       | –         | DNF     | –         |